# مسلسل حبيبي دائما
حبيبي دائماً (بالهندية: Rangrasiya؛ وتعني "الذي يلونني") هو مسلسل درامي رومانسية هندي، عُرض على قناة Colors TV الهندية من 30 ديسمبر 2013 إلى 19 سبتمبر 2014. المسلسل من بطولة أشيش شارما وسنايا إيراني، وقد حظي بشعبية واسعة عند دبلجته إلى اللغة العربية وعرضه على قناة إم بي سي بوليوود.

## القصة
تدور أحداث المسلسل حول قصتين متناقضتين تتشابكان بالقدر. بارفاتي (سنايا إيراني)، المعروفة باسم "بارو"، هي فتاة قروية بريئة ونشأت على كراهية ضباط قوات أمن الحدود (BSD)، معتقدة أنهم مسؤولون عن مقتل والديها. على الجانب الآخر، رودرا براتاب راناوات (أشيش شارما) هو ضابط صارم وقاسٍ في قوات أمن الحدود، لا يؤمن بالحب والمشاعر بسبب صدمة طفولته بعد أن تخلت عنه والدته.
تتقاطع حياتهما عندما يقود رودرا عملية أمنية لإيقاف موكب زفاف بارفاتي، الذي كان غطاءً لعملية تهريب أسلحة غير قانونية يديرها خطيبها. يُقتل خطيبها في الاشتباك، وتصبح بارو الشاهدة الرئيسية والوحيدة. لحمايتها من التصفية، يضعها رودرا تحت حمايته في منزله، مما يضطرهما للزواج صوريًا لحماية سمعتها.
تبدأ العلاقة بينهما بالعداوة والكراهية، ولكن مع مرور الوقت، تبدأ بارو في رؤية الإنسان خلف قناع القسوة الذي يرتديه رودرا، بينما يبدأ هو في الشعور بالحب لأول مرة. تواجه علاقتهما تحديات كبيرة من الأعداء والعائلة، وتمر بالعديد من التحولات الدرامية التي تختبر قوة حبهما.

## فريق العمل
| الممثل             | الشخصية                     |
| ------------------ | --------------------------- |
| أشيش شارما         | الرائد رودرا براتاب راناوات |
| سنايا إيراني       | بارفاتي "بارو"              |
| أنكيتا شارما       | ليلى                        |
| فيشال كاروال       | شانتانو كومار               |
| ساديا صديقي        | مالا راناوات                |
| كالي براساد موخرجي | ديلشير راناوات              |

## البث والدبلجة
عُرض المسلسل في الهند على قناة كولرز تي في ‏ بواقع 189 حلقة. وفي العالم العربي، قامت قناة إم بي سي بوليوود بدبلجته إلى اللغة العربية تحت عنوان "حبيبي دائماً"، وحقق نجاحًا كبيرًا وأصبح من أشهر المسلسلات الهندية المدبلجة.